# Чеслав Рибінський
Чеслав Людвік Рибінський (пол. Czesław Ludwik Rybiński) (нар. 1 листопада 1872, Добжелін - 1 жовтня 1928 Варшава) - бригадний генерал інженер  Польської армії.

## З біографії
Його батько був січневим повстацем. Після закінчення школи в Скопіні біля Рязані в 1892 р. вступив до царської армії. Він був учасником військової експедиції, яку Росія посилала придушити Боксерське повстання. Поступово він просувався по службі і у 1914 році отримав звання підполковника. Паралельно він навчався в Миколаївській академії технічних наук в Санкт-Петербурзі, а після закінчення університету був направлений на територію Далекого Сходу на військову службу. Тут він брав активну участь у житті місцевої польської громади.
Під час Першої світової війни він бився на Кавказькому фронті, був командувачем інженерної частини фортеці Ерзурум. У 1918 році виїхав до Одеси, де став лідером Союзу військових поляків Польського військового союзу. Потім, в чині полковника, він командував  підрозділом полковника Рибинського, який потрапив на схід і попрямував до Львова. Після від'їзду 21 листопада 1918 р. з Ярмолинців підрозділ воював в нерівній битві з українцями під Микулинцями і там був розбитий. Чеслав Рибінський, разом з іншими, був узятий у полон і був ув'язнений до червня 1919 року, коли в'язниця була знищена під час боїв на заході Галичини.
Після здобуття Польщею незалежності він очолював Департамент технічної військової служби. 8 серпня 1920 р. очолив інженерно-саперське командування [Головне командування польської армії (1919 р.]). На цій посаді, 30 липня 1920 р., він отримав звання генерал-лейтенанта . У серпні 1920 року під час Варшавської битви він керував фортифікаційними роботами на передньому плані Варшави. 22 вересня 1920 призначений помічником керівника Департаменту II Міністерства військових справ.. 1 жовтня 1924 року він став членом Трибуналу Службовця, що розглядав справи Офіційного апеляційного суду.
30 квітня 1925 року він пішов у відставку, жив у Варшаві . Нагороджений рядом урядових нагород і відзнак.
Він помер від раку легенів у віці 56 років і був похований на Повонзківський цвинтар у Варшаві.

## Інтернет-ресурси
- Grzegorz Łukomski, Inne polskie formacje zbrojne w Rosji 1918-1920 [Архівовано 3 березня 2016 у Wayback Machine.]
- Miejska i Powiatowa Biblioteka Publiczna im. St. Żeromskiego w Kutnie, Ludzie regionu [Архівовано 18 квітня 2018 у Wayback Machine.]
- Patroni żoliborskich ulic, Rybiński Czesław[недоступне посилання з серпня 2019]